# Armageddon’s Evolution
Armageddon’s Evolution – druga płyta długogrająca polskiej grupy blackmetalowej Crionics. Wydawnictwo ukazało się 25 października 2004 roku nakładem wytwórni muzycznej Empire Records.

## Lista utworów
Opracowano na podstawie materiału źródłowego.
1. „Arrival of Non-parallel Aeons” (sł. Waran, muz. Waran, Vac-v) - 4:38
2. „Final Inversion” (sł. Waran, muz. Waran, Vac-v) - 3:17
3. „Armageddon’s Evolution” (sł. 10 Klucz Enochiański, muz. Waran, Vac-v) - 4:42
4. „Chant of Rebel Angels (intro)” (muz. Vac-v) - 1:47
5. „FFF (Freezing Fields of InFinity)” (sł. Waran, muz. Waran, Vac-v) - 4:50
6. „Xenomorphized Soul Devoured” (sł. Waran, muz. Waran, Vac-v) - 5:27
7. „Disconnected Minds” (sł. Waran, muz. Waran, Vac-v) - 5:31
8. „Celestial Interference” (sł. Waran, muz. Waran) - 5:56
9. „Dept. 666” (sł. Waran, muz. Waran, Vac-v) - 7:07 (Bonus)
10. „Black Manifest (The Sermon to the Masses)” (sł. A. O. Spare, muz. Waran, Vac-v) - 4:19
11. „The Loss and Curse of Reverence” - 6:09 (Bonus, cover Emperor, edycja międzynarodowa)
12. „Total Blasphemy” (sł. Waran, muz. Waran) - 3:54 (Bonus)

## Twórcy
Opracowano na podstawie materiału źródłowego.
| - Michał „Waran” Skotniczy - wokal, gitara - Wacław „Vac-v” Borowiec – syntezatory - Maciej „Darkside” Kowalski – perkusja - Marek „Marcotic” Kowalski - gitara basowa - Adrian „Covan” Kowanek – gościnnie wokal (utwór „Dept.666”) | - Olaf R. - gościnnie wokal (utwór „Disconnected Minds”) - Jacek Wisniewski - okładka, design - Ryszard Kramarski - inżynieria dźwięku - Wojciech Wiesławski - inżynieria dźwięku, mastering - Sławomir Wiesławski - inżynieria dźwięku, mastering |